# Ursus arctos sitkensis
Ursus arctos sitkensis (Engels: Sitka brown bear) is een ondersoort van de bruine beer. De beer is sterk verwant aan de grizzlybeer en wordt om die reden niet door alle instanties erkend als aparte ondersoort. De beer leeft op de Alexanderarchipel in het uiterste zuidoosten van Alaska. 
Aan het eind van de meest recente ijstijd was er een populatie ijsberen gestrand op een aantal eilanden van de Alexanderarchipel. Uit onderzoek van de Universiteit van Californië is gebleken dat deze beren later zijn vermengd met bruine beren die vanuit het vasteland op zoek waren naar nieuw leefgebied en naar de eilanden zijn gezwommen. Hierdoor is de populatie ijsberen geëvolueerd naar een populatie bruine beren, welke een ander DNA-profiel vertonen dan de gewone grizzlybeer.
Europese bruine beer (U. a. arctos) · Kamtsjatkabeer (U. a. beringianus) · Oost-Siberische bruine beer (U. a. collaris) · U. a. dalli · Gobibeer (U. a. gobiensis) · U. a. gyas · Grizzlybeer (U. a. horribilis) · Isabelbeer (U. a. isabellinus) · Oessoeribeer (U. a. lasiotus) · Marsicaanse bruine beer (U. a. marsicanus) · Kodiakbeer (U. a. middendorffi) · Tibetaanse blauwe beer (U. a. pruinosus) · U. a. pyrenaicus · U. a. sitkensis · U. a. stikeenensis · Syrische bruine beer (U. a. syriacus)